# Reggenza di Humbang Hasundutan
La reggenza di Humbang Hasundutan (in indonesiano: Kabupaten Humbang Hasundutan) è una reggenza dell'Indonesia, situata nella provincia di Sumatra Settentrionale.